# Dekanat Mühlacker
Das Dekanat Mühlacker ist eines von 25 Dekanaten in der römisch-katholischen Diözese Rottenburg-Stuttgart und besteht aus drei Seelsorgeeinheiten und neun Kirchengemeinden. Mit etwa 17.000 Katholiken ist es das kleinste Dekanat in der Diözese Rottenburg-Stuttgart. Der Dekanatssitz befindet sich in Mühlacker im Enzkreis. 

## Geschichte
Am 1. April 1992 wurde für die zur Diözese Rottenburg-Stuttgart gehörenden katholischen Pfarreien im Enzkreis das katholische Dekanat Mühlacker gegründet. Die Dekanatsgebiete in der Diözese Rottenburg-Stuttgart orientieren sich meist an denen des jeweiligen Landkreises, jedoch bildet das Dekanat Mühlacker in dieser Hinsicht wegen der Lage an der historischen Grenze zwischen den Ländern Württemberg und Baden eine Ausnahme. Das Dekanat umfasst lediglich die katholischen Gemeinden im nördlichen und östlichen Teil des Enzkreises, welche  bis 1945 zu Württemberg gehörten. Die Pfarrei Oberderdingen liegt zwar seit 1973 im Landkreis Karlsruhe, ist aber auch als einst württembergischer Grenzort ein Bestandteil der Diözese Rottenburg-Stuttgart und deshalb beim Dekanat Mühlacker. Die ebenfalls im Enzkreis gelegene Pfarrei Neuenbürg gehört zum württembergischen Dekanat Calw, die übrigen katholischen Gemeinden des Enzkreises aus historischen Gründen zum badischen Dekanat Pforzheim im Erzbistum Freiburg.    

## Gliederung
Das Dekanat Mühlacker gliedert sich in die folgenden Seelsorgeeinheiten (SE), Kirchengemeinden und Filialen:
- SE Nord
  - St. Maria   Oberderdingen, mit Großvillars und Sternenfels[4]
  - Heilig Geist  Knittlingen, mit Freudenstein, Hohenklingen, Kleinvillars und Ölbronn[5]
  - St. Bernhard Maulbronn, mit Schmie, Zaisersweiher und Sternenfels-Diefenbach[6]
- SE Mitte
  - St. Joseph Illingen, mit Schützingen und Ensingen[7]
  - Herz Jesu Mühlacker, mit Ortsteilen und der Auferstehungskirche (Ötisheim)[8]
  - Italienische Gemeinde S. Cuore di Gesù (Mühlacker)[9]
  - Kroatische Gemeinde Sveti Ilija (Illingen)[10]
- SE Süd
  - Heilig Kreuz Wiernsheim, mit Iptingen, Pinache, Serres, Wurmberg, Neubärental und Mönsheim[11]
  - Heilig Geist Heimsheim, mit Friolzheim und Wimsheim[12]

## Aufgaben
Das Dekanat erledigt als „mittlere Ebene“ zwischen Diözese und Kirchengemeinden drei Aufgaben: Es unterstützt die Kirchengemeinden des Dekanats in ihrem pastoralen Auftrag, vertritt die katholische Kirche in regionalen Belangen der Gesellschaft und Kultur und vermittelt die Anliegen des Bischofs.